# 버스

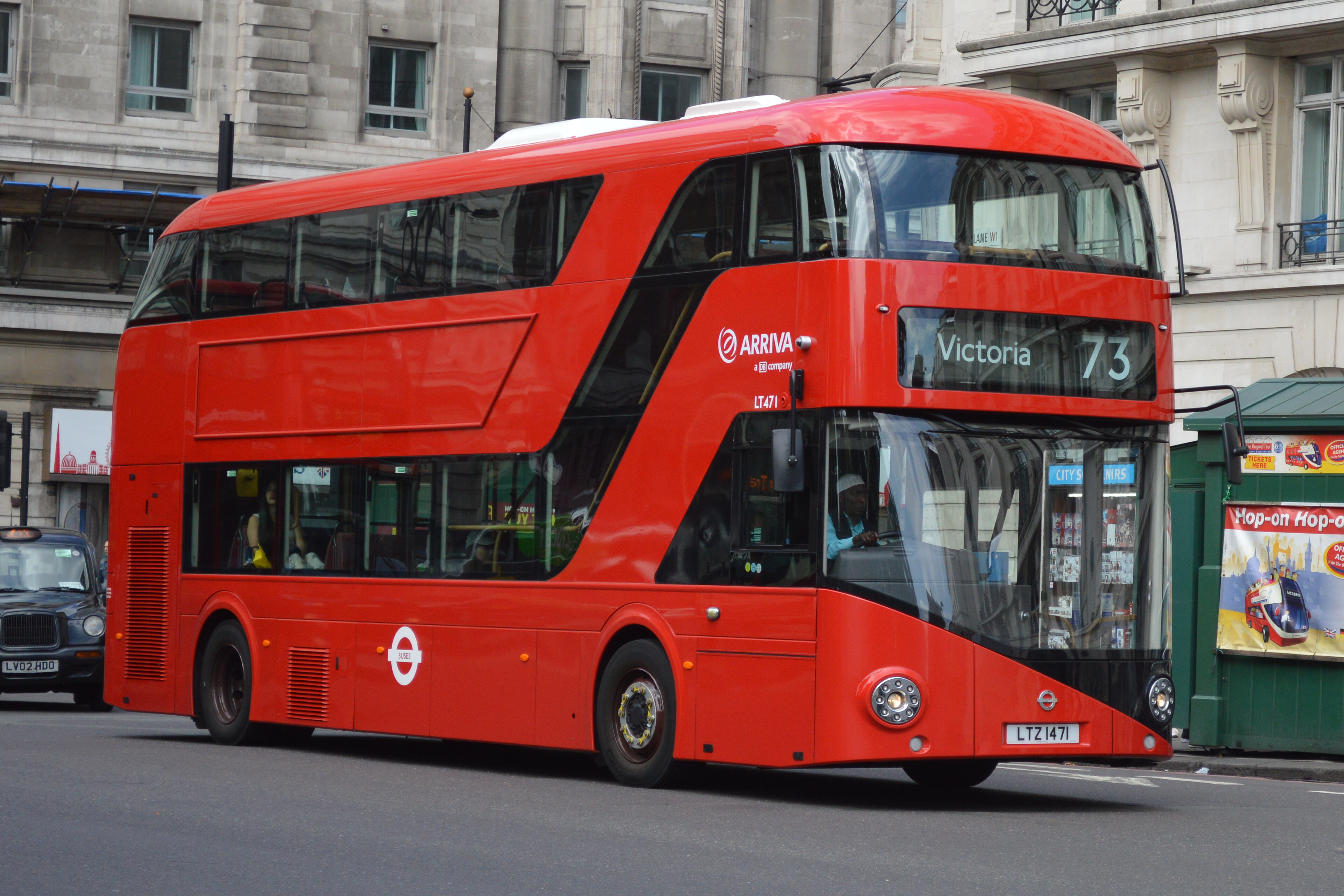
런던 버스 73번 노선에서 아리바 런던을 운행하는 뉴 루트 마스터 버스가 있다.

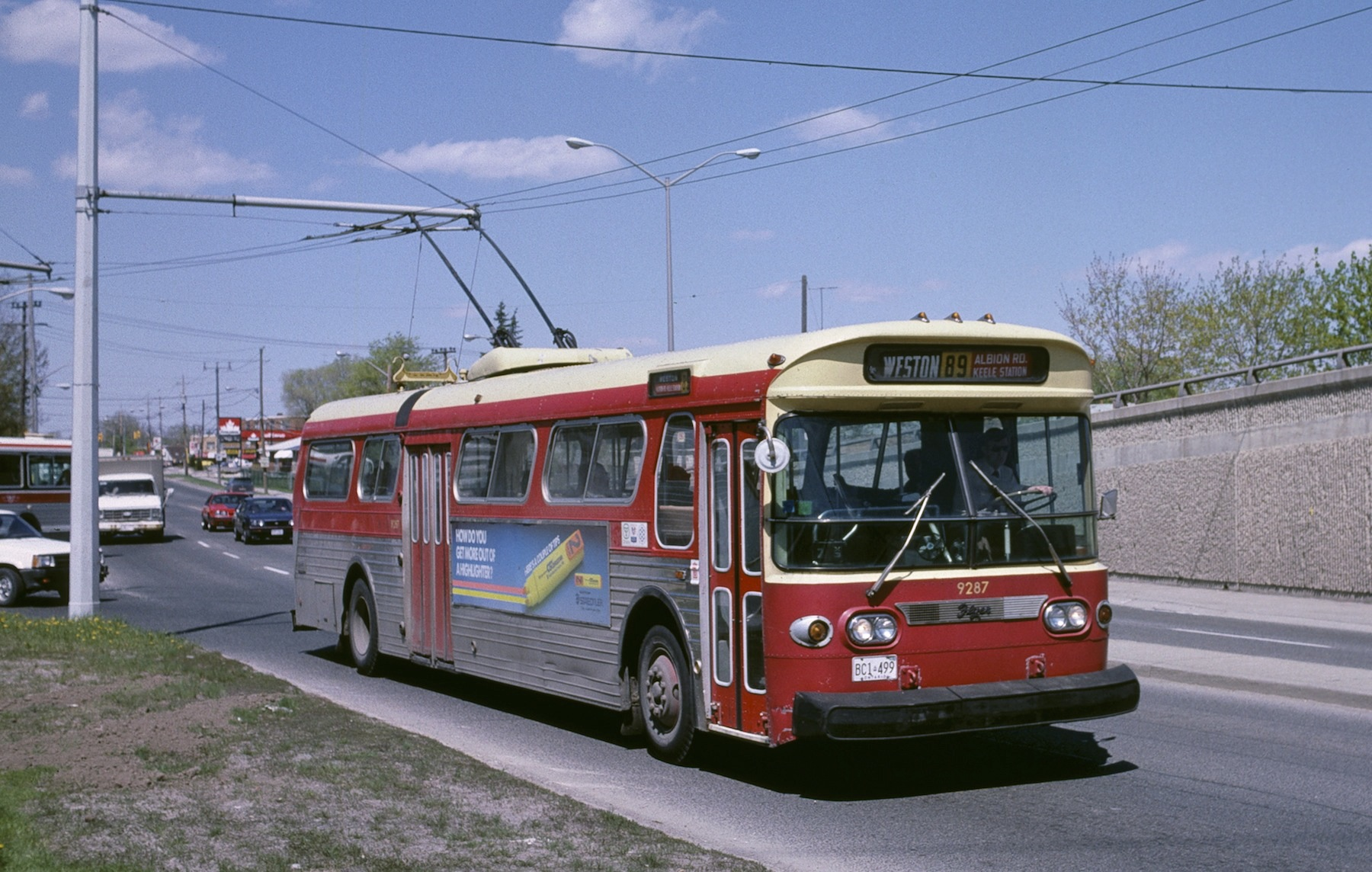
토론토 교통국의 트롤리버스 시스템

버스(bus, 문화어: 뻐스)는 많은 사람의 운송을 목적으로 하는 운송 수단으로, 운전기사가 각 버스마다 배치되어 운행한다. 보통은 운임을 받고 정해진 길을 따라 운행하며, 시내버스, 시외버스, 고속버스, 관광버스따위가 있다. 버스는 최대 300명까지의 승객을 수용할 수 있다.

## 용어
지금 우리가 타고 다니는 "버스"에 omnibus라는 이름을 붙여준 사람들은 프랑스인들이다.
1800년대 초 프랑스 낭트(Nantes) 교외의 한 옥수수 방앗간 주인이 방앗간에서 나오는 부산물(by-product)인 뜨거운 물로 목욕탕 사업을 시작하게 된다. 그리고 이 방앗간 주인은 목욕탕 손님을 끌어오기 위해 "(지금의 버스처럼) 많은 사람들을 마차로" 낭트 도심에서부터 목욕탕까지 실어오는 일종의 "셔틀 버스"를 1826년 운행하게 된다.
이 "마차"의 첫 정류장이 대형 모자 가게였는데 그 모자 가게 간판에 "omnes omnibus(모든 사람들을 위한 모든 것들)"라는 문구가 적혀 있었다. 사람들은 이 문구 때문에 "목욕탕 셔틀"로 사용되는 "마차"를 점차 omnibus라고 부르게 되었으며, 나중에는 "많은 사람을 싣고 다니는 마차나 차량"이라는 의미로 굳어지게 된다.
모자 가게 간판에 적혀 있던 문구 "omnes omnibus"에서 omnes는 "모든"이라는 뜻의 라틴어 형용사 omnis의 복수형, omnibus는 omnis의 3격(여격) 복수형 혹은 5격(탈격) 복수형이다. 라틴어에서 5격은 "~을 위한"이라고 주로 옮긴다. 따라서 "omnes omnibus"는 "모두를 위한 모든 것"이라고 해석할 수 있다. 즉 omnibus의 줄임말인 bus는 "모두를 위한 탈 것(교통수단)"이라는 의미가 된다.

## 역사
버스의 역사는 종류에 따라 다르다. 한국에는 1920년대 대구에서 처음 운행되었다고 한다.

### 증기 버스
증기로 움직이는 일반적인 도시 간 버스 서비스는 1830년대 영국에서 골드워시 거니 등과 함께 월터 핸코크가 개척하였다.

### 트롤리 버스
버스의 발전과 병행하여 전기 트롤리 버스가 발명되었으며 보통 가공 전차선에 의해 트롤리 폴을 통해 움직인다. 잉글랜드의 윌리엄과 독일의 에른스트 베르너가 트롤리버스 개념을 발전시키는 일에 협업했다.
최초의 차량 일렉트로모트(Electromote)가 에른스트 베르너 폰 지멘스에 의해 개발되었고 1882년 독일 할렌제에 대중에게 제공되었다.

### 전동 버스
독일 Siegerland에서 2인용 버스간의 노선이 단기간 운영되었고 1895년 6인용 전동 차량이 1893년 벤츠 빅토리아에서 개발되었다.

## 종류
- 대형 버스 : 주로 고속버스, 시외버스, 관광버스 등으로 사용한다. 하지만 자가용으로 사용되는 경우도 많다.
- 준대형 버스 : 주로 시내버스로 사용한다.
- 중형 버스 : 주로 마을버스로 사용한다. 하지만 자가용으로 사용되는 경우도 많다.
- 준중형 버스 : '미니버스'와 '마이크로버스'라고도 부른다.
- 소형 버스 : 대한민국에서는 '승합차'라고도 불리는 버스이며, 화물적재공간이 있는 경우에는 '밴'이라고 부른다. 대한민국에서는 '봉고차'와 '봉고'[5]로 불리기도 한다. 현재는 현대 스타리아가 생산되고 있으며, 과거에는 현대 그레이스, 기아 프레지오, 쌍용 이스타나 등이 생산된 적이 있었다.
- 경형 버스 : 대한민국에서는 단순히 '승합차'로 불리는 차량보다 작은 차량이다. 현재 대한민국에서는 생산되지 않는다
- 버럭 : 버스와 트럭의 합성어로 본래 트럭이었던 차량을 버스로 개조한 차량이며, 군용으로 많이 사용된다. 일부 동남아시아 국가에서는 사업용으로도 쓰인다.

## 법률상 구분

### 대한민국
대한민국에서 버스는 법률상 승합자동차(乘合自動車)로 불리며, 대한민국 자동차관리법 제2조에 따라 승용자동차, 승합자동차, 화물자동차, 특수자동차, 이륜자동차 등으로 구별한다. 이 중에서 승합자동차는 '11인 이상을 운송하기에 적합하게 제작된 자동차'로 규정하고 있지만 다음과 같은 자동차도 승차인원에 관계없이 승합자동차로 규정하고 있다.
- 내부의 특수한 설비로 인하여 승차인원이 10인 이하로 된 자동차
- 국토교통부령으로 정하는 경형자동차로서 승차인원이 10인 이하인 전방조종자동차
- 캠핑용 자동차 또는 캠핑용 트레일러

세분화 기준은 엔진 배기량, 길이와 승차정원에 근거를 두고 있으며, 다음과 같이 세분화한다.
| 차종           | 분류 기준                                                                                       |
| -------------- | ----------------------------------------------------------------------------------------------- |
| 경형승합자동차 | 배기량 1,000cc미만으로서 길이 3.6m·너비 1.6m·높이 2.0m 이하인 것                                |
| 소형승합자동차 | 승차정원이 15인 이하인 것으로서 길이 4.7m·너비 1.7m·높이 2.0m 이하인 것                         |
| 중형승합자동차 | 승차정원이 16인 이상 35인 이하이거나, 길이·너비·높이 모두가 소형을 초과하여 길이가 9m 미만인 것 |
| 대형승합자동차 | 승차정원이 36인 이상이거나, 길이·너비·높이 모두가 소형을 초과하여 길이가 9m 이상인 것           |

소형승합자동차의 경우, 본래 11인승 이상으로 분류되었으나, 1997년 12월에 IMF 사건으로 인해 세제혜택의 범위를 확대하면서 7인승 이상으로 바뀌었다. IMF 관리 체제가 종료된 2001년부터는 소형승합차 분류가 11인승 이상으로 환원되었다.
또 승합자동차의 유형별 기준은 아래와 같다.
- 일반형 : 주 목적이 여객운송용인 것
- 특수형 : 특정한 용도(장의ㆍ헌혈ㆍ구급ㆍ보도ㆍ캠핑 등)에 사용되는 것

## 버스 서비스

### 대한민국

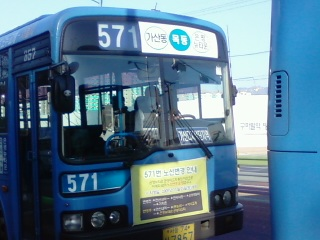
현대의 시내버스
(대한민국 서울특별시)

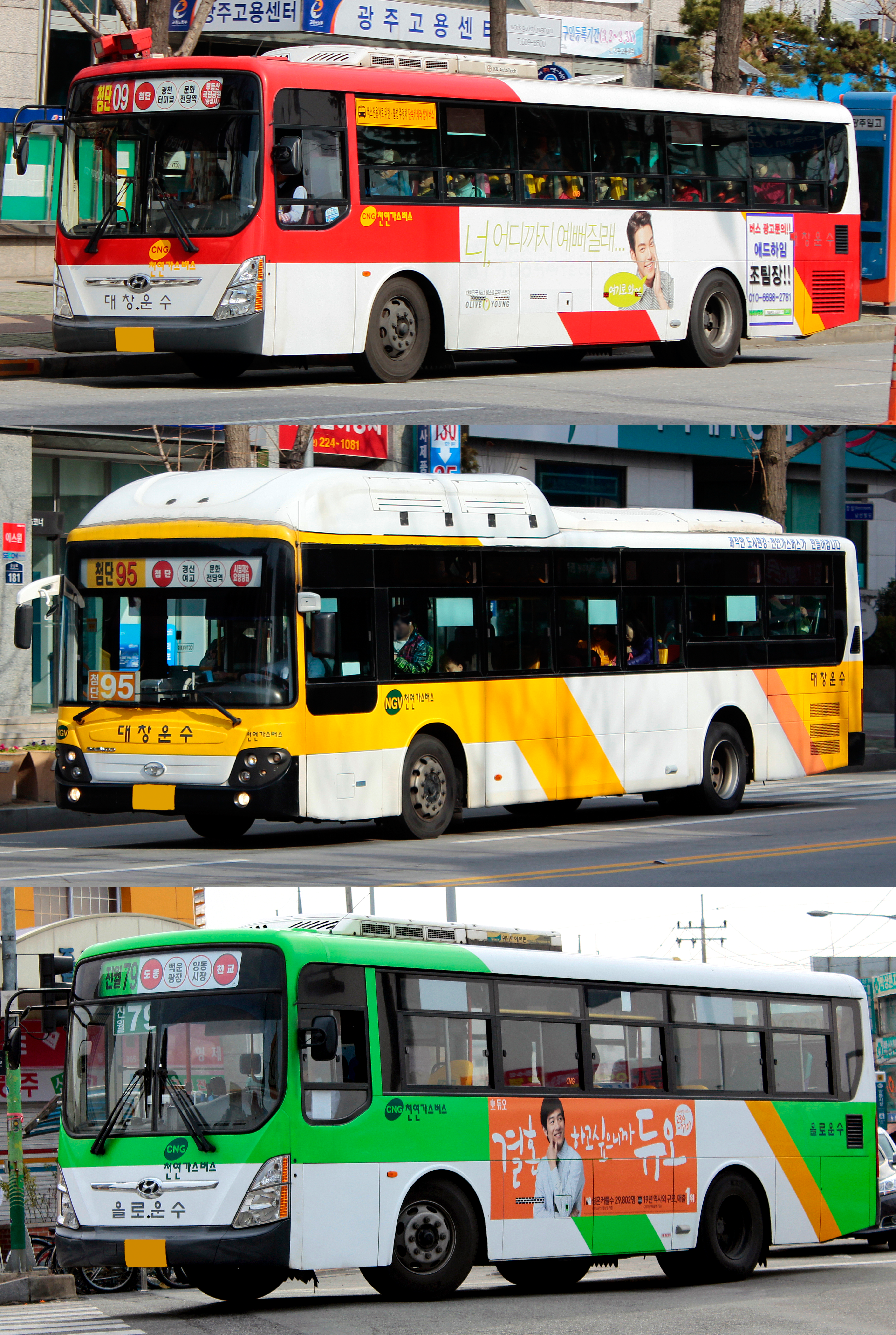
시내 버스(대한민국 광주광역시)

버스 내부

버스 서비스의 종류는 여객자동차운수사업법으로 규정되어 있으며 여객자동차운수사업법에 따라 영업용 차량 번호판도 의무적으로 장착해야 하고 영업용 번호판을 장착한 버스는 버스운전자격증까지 취득해야 운전할 수 있다. 다음 버스 서비스의 분류는 여객자동차운수사업법에 규정된 버스 면허의 종류이다.
- 시외버스
  - 고속형 시외버스 (고속버스)
  - 직행형 시외버스 (직행버스)
  - 일반형 시외버스 (완행버스)
- 농어촌버스
  - 직행좌석형
  - 좌석형[6]
  - 일반형
- 시내버스
  - 광역급행형
  - 직행좌석형
  - 좌석형
  - 일반형
- 마을버스
- 전세버스

#### 서울 시내버스 음식물 반입 금지
서울시는 '서울시 시내버스 재정지원 및 안전운행기준 조례'를 개정하면서 서울시 시내버스 내에 음식물 반입을 금지하기로 결정했다. 커피, 아이스크림, 떡볶이, 햄버거 등 포장구매한 음식들을 가지고 버스를 탈 수 없게 된 이 규칙이 시행된 것은 실제론 2018년 1월 4일부터 “버스 기사는 음식물이 담긴 포장 컵 또는 불결·악취 물품의 운송을 거부할 수 있다”는 ‘서울시 시내버스 재정지원 및 안전 운행기준에 관한 조례’가 시행되면서부터다. 그러나 아직도 이 새로운 규칙이 잘 알려지지 않고 승객과 버스 기사들의 실랑이가 끊이지 않아 결국 2018년 4월부터 안내문을 붙이고 대대적인 홍보에 나선 것이다. 인천광역시도 동인천역 및 미추홀구를 운행하는 인천 시내버스인 성산여객 517번 버스의 안내선전물에 따르면, 조례를 제정하여 시내버스에서는 음료수, 커피 등의 음식을 가지고 버스를 탈 수 없으며, 포장을 한 음식은 예외로 한다. 그도 그럴만한 이유가 있는 규제인데, 음료수나 커피를 흘리거나 쏟는다면 차량이 더러워질 수 있기 때문이다. 당연히 기사님이 조례를 근거로 음료수를 손에 든 승객이 버스를 타지 못하게 할 수 있다.

#### 해외 수출
세계 등지로 몽골, 미얀마, 러시아 등에서는 한국산으로 제작한 중고버스 차량이 지속적으로 수출되고 있다.

### 일본

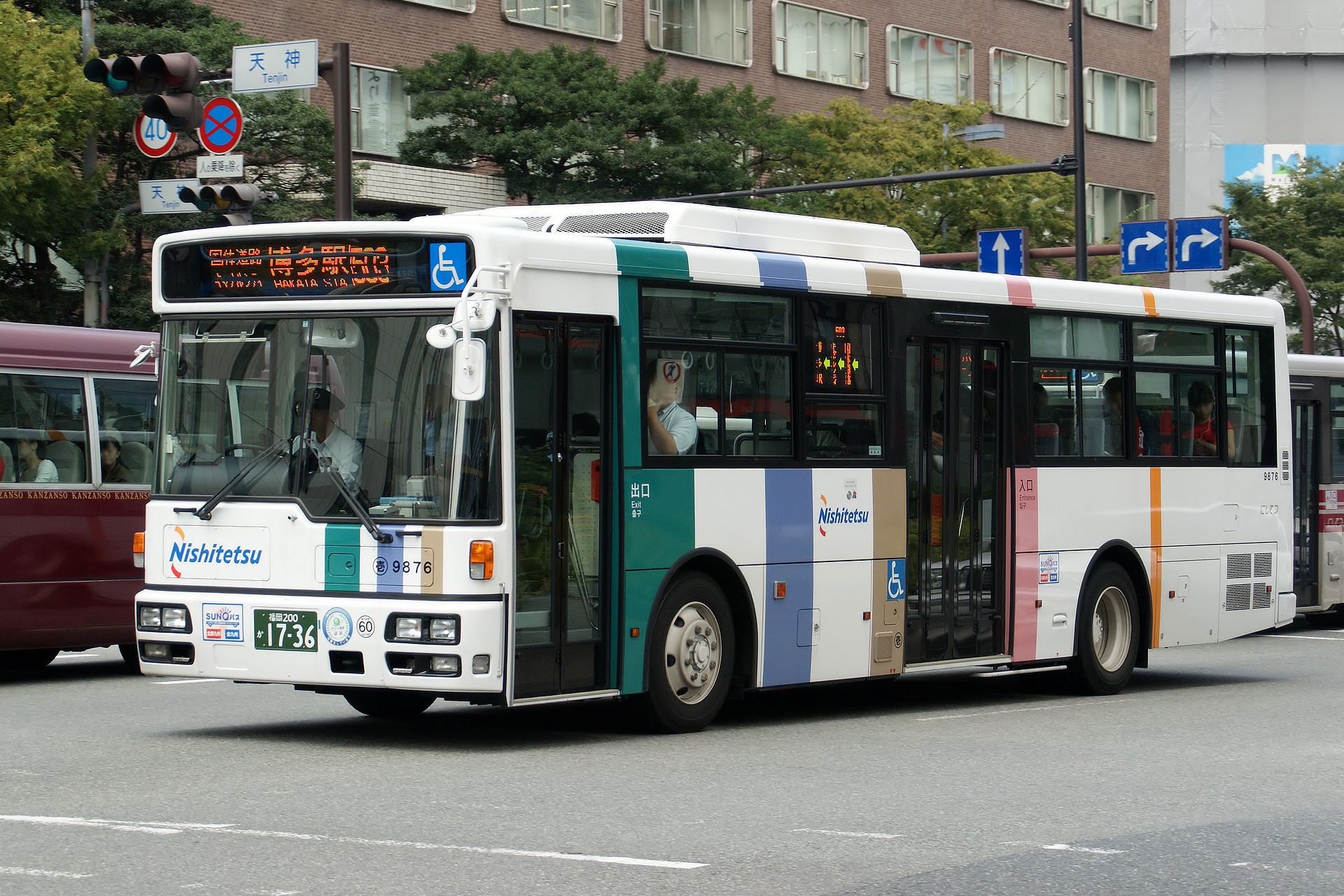
니시테쓰 버스 소속 저상버스 차량. 이 차량은 UD트럭의 전신인 닛산 디젤에서 제작한 버스 차량이며 현재 닛산 디젤에서는 버스 생산을 중국이나 동남아 등 외수용으로만 생산하고 있는 상태이지만 향후 한국에서도 UD트럭 계열 버스를 운행할 가능성이 있다.

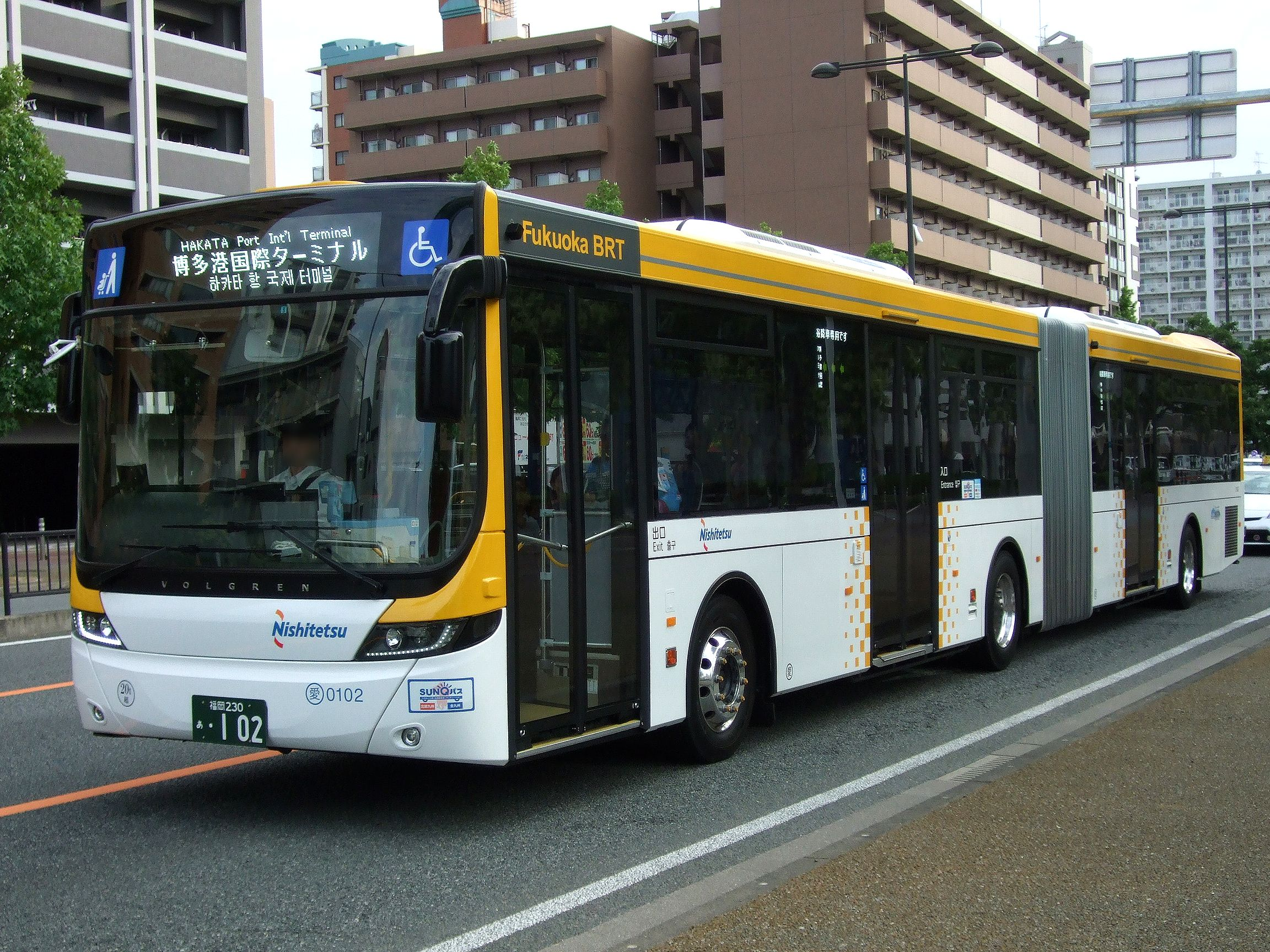
니시테쓰 버스에서 운행하고 있는 바이모달 트램 형태의 버스. 한국 인천의 GRT버스와 흡사하다.

일본에서는 버스 노선의 종류를 다음과 같이 제정되어 운행하는 유형이 있다.
- 공영버스
- 시영버스
- 커뮤니티 버스
- 고속버스
- 시외버스
- 시내버스
- 공항버스

대체적으로 보면 일본도 한국과 유사하게 운행되는 유형을 가진 종류를 갖춘 버스 노선이 많이 있다.

### 미국

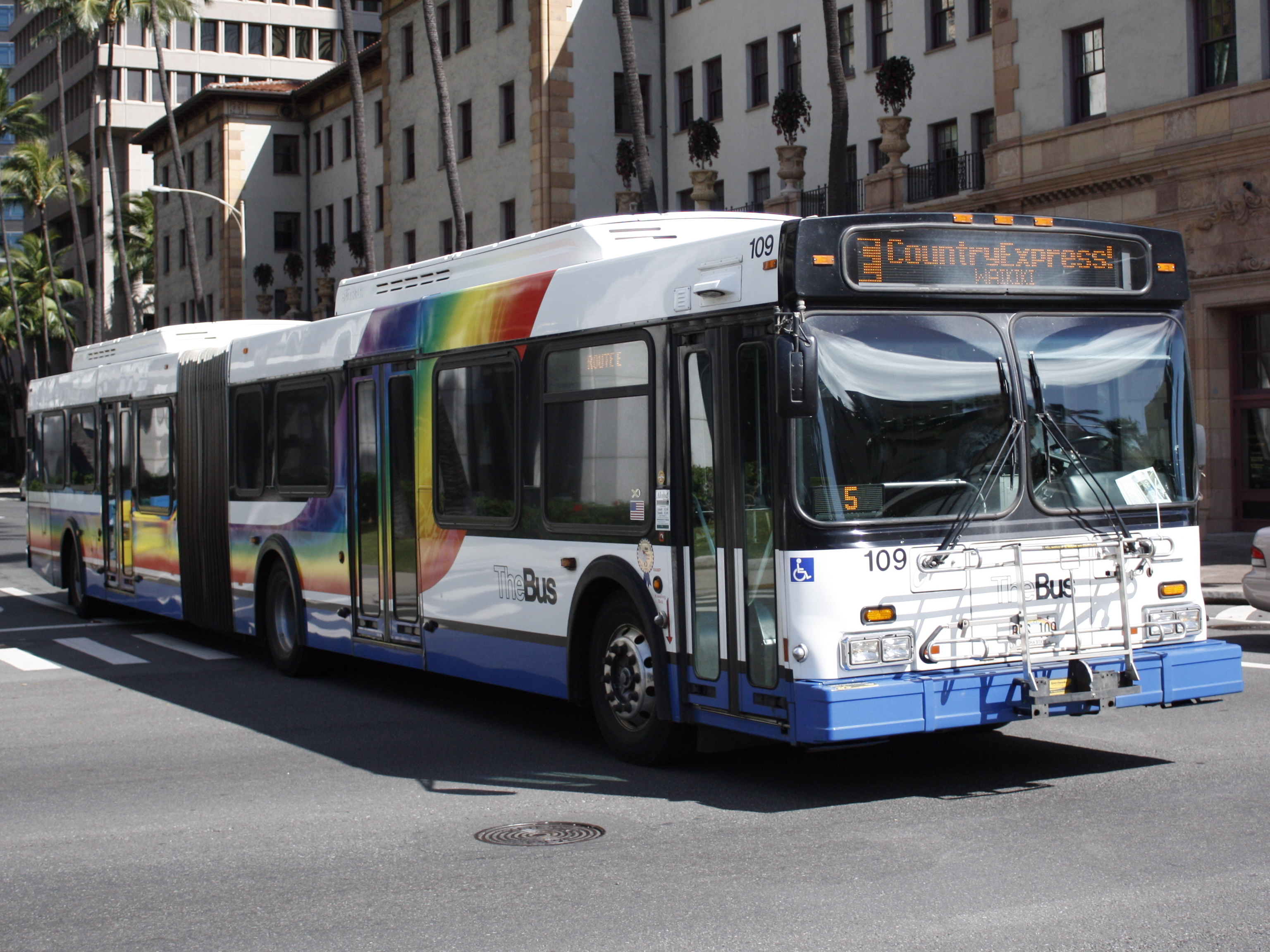
하와이주 최대의 공영버스 운수사인 TheBus에서 운행하고 있는 연결버스인 "New Flyer" 차량의 모습.

미국은 지역, 주마다 버스 노선을 체계적으로 다르게 가지고 있으며, 영국형 2층 버스가 아닌 중국과 비슷하게 침대형 버스를 주력 장거리 교통 수단으로 이루고 있지만, 장거리 버스에서는 차내에 화장실이 1곳만 별도로 설치되어 있다. 그리고 도시형 버스는 도시, 지역, 교외 등 장소 불문 가리지 않고 운행되지만 대표적인 업체는 하와이주에 위치하고 있는 TheBus와 로스앤젤레스의 로스앤젤레스 메트로 버스웨이가 대표적으로 알려져 왔다.

### 중국
중국은 공공형으로 운용하고 있다. 가장 큰 업체가 마땅히 없기 때문에, 지자체에서 운영되는 경우가 대부분인 것으로 드러난다.

## 갤러리

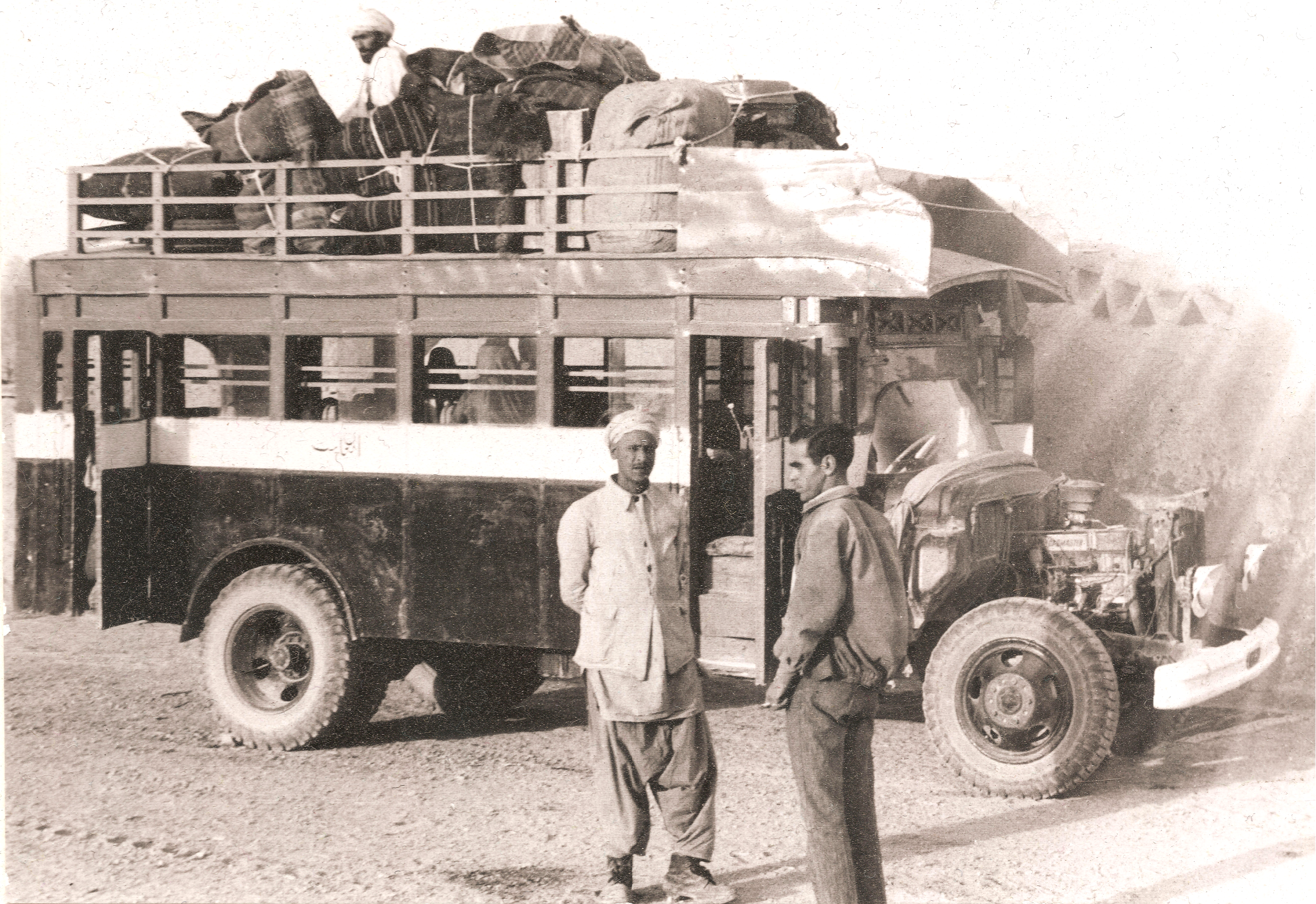
아프가니스탄의 버스(1958년)
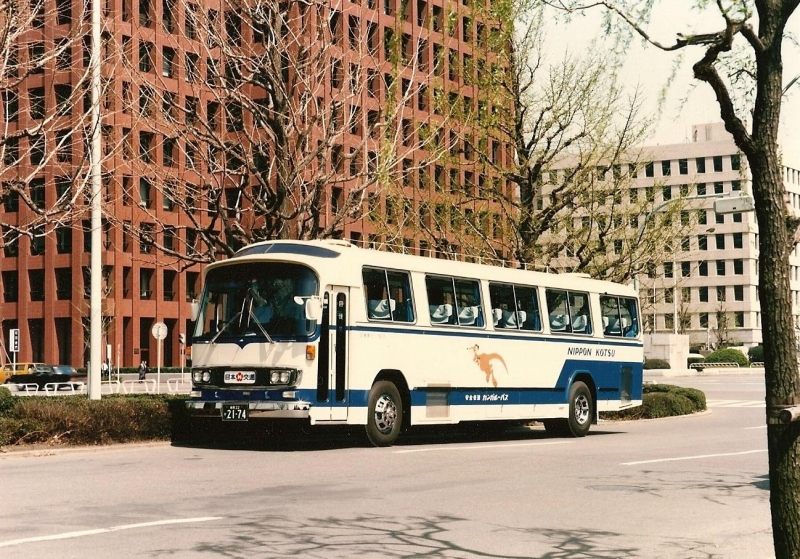
1980년 당시의 일본의 '닛폰 고속' 차량
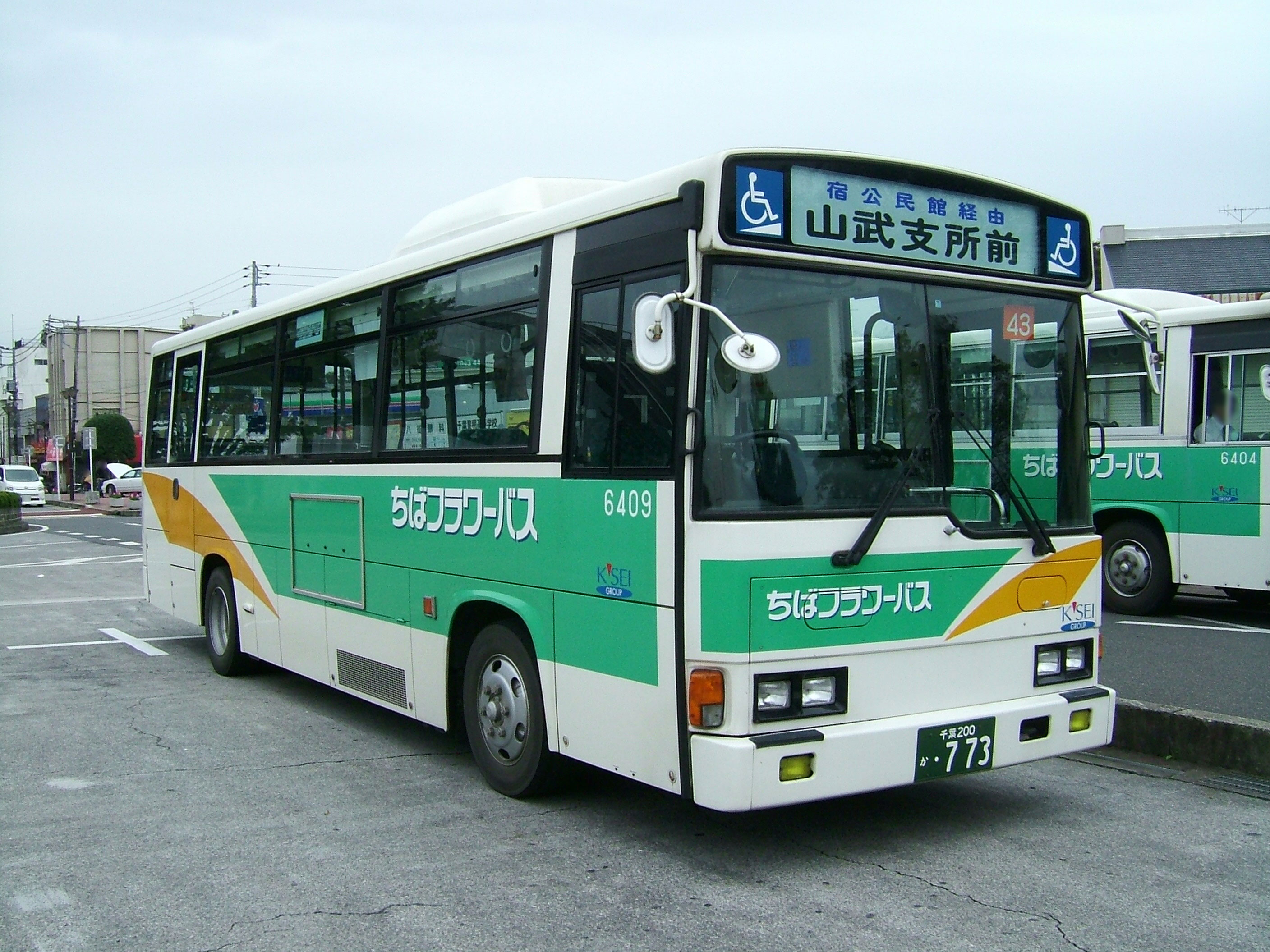
일본 지바현의 버스
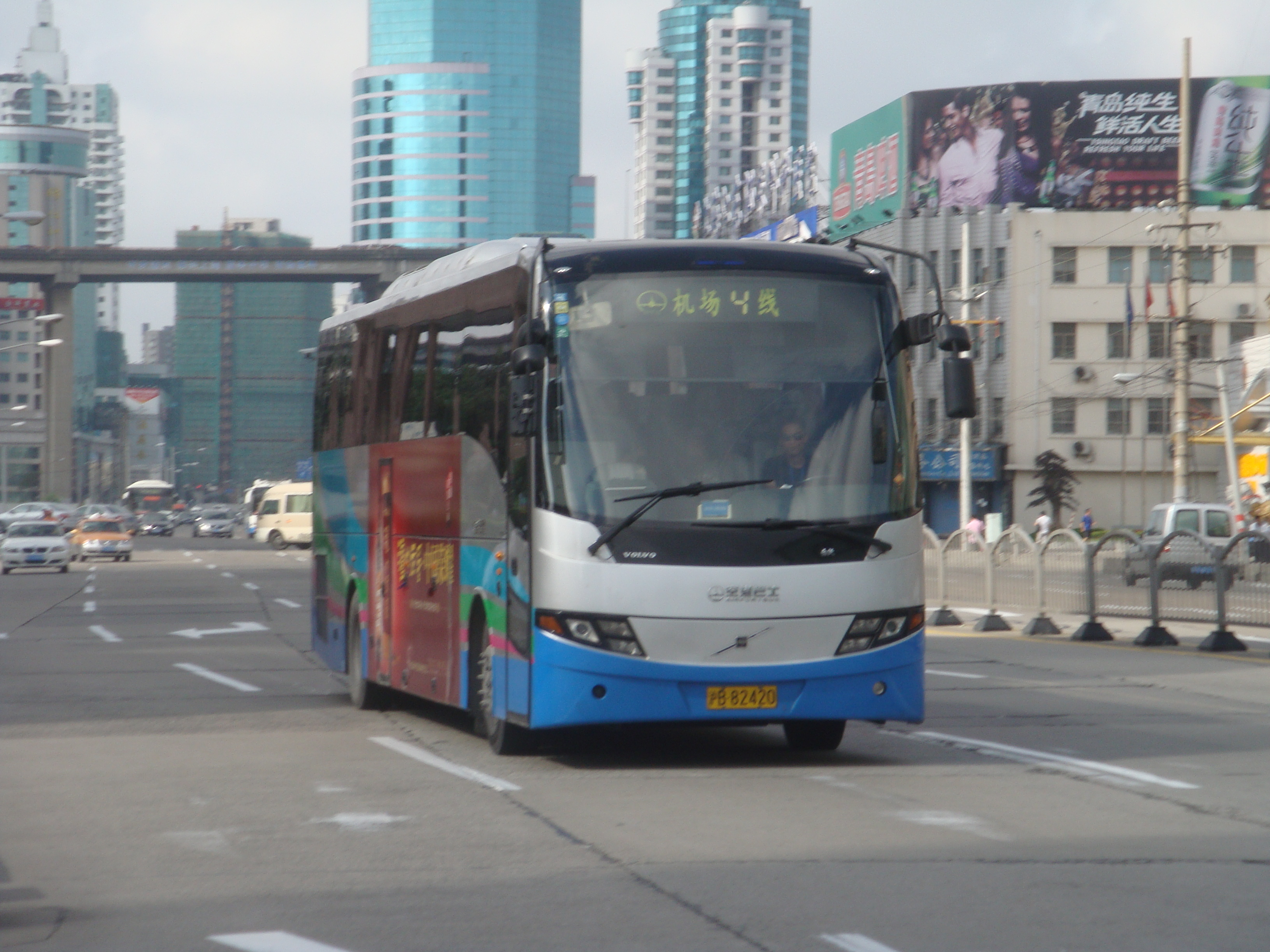
중국 상하이 시의 버스

## 분류
단종된 차량은 취소선 처리. 즉 승합차는 버스의 법적 정의에 부합하더라도 해당 문서에 따로 등재할 것.

### 국산차
현대자동차
- 카운티
- 에어로시티
- RB
- 유니버스
- 일렉시티
- 에어로타운
- 코러스
- D0710
- FB
- 에어로
- 0303/0302

기아
- 그랜버드
- 코스모스
- 콤비
- AM버스

쌍용자동차
- 에어로버스
- HA버스
- 트랜스타

자일대우버스
- 레스타
- BH
- BS
- FX
- BX
- BL
- BU
- BD
- BV

KGM커머셜
- 프리머스
- 화이버드
- 스마트 11

### 수입차
미쓰비시 후소
- 후소 로자
- 에어로 버스
- 에어로 미디
- 에어로 스타

히노자동차
- 세레가
- 레인보우
- 블루리본

토요타 자동차
- 코스터
- 소라

## 같이 보기
- 트럭
- 자동차
- 대한민국의 버스 교통
- 대한민국의 버스 회사 목록
- 간선급행버스체계 (BRT)
- 공동 배차
- 버스 정류장
- 버스 터미널
- 버스전용차로